# (16494) Oka
(16494) Oka est un astéroïde de la ceinture principale.

## Description
(16494) Oka est un astéroïde de la ceinture principale de 8,7 kilomètres de diamètre.  Il fut découvert le 22 septembre 1990 à La Silla par Eric Walter Elst. Il présente une orbite caractérisée par un demi-grand axe de 3,06 UA, une excentricité de 0,03 et une inclinaison de 10,4° par rapport à l'écliptique.

## Compléments